# مری لندرو
مری لندرو (به انگلیسی: Mary Landrieu) (زادهٔ ۲۳ نوامبر ۱۹۵۵) سناتور ایالت لوئیزیانا در سنای ایالات متحده آمریکا بود که برای نخستین‌بار در ۳ ژانویه ۱۹۹۷ به‌عضویت این مجلس درآمد و تا تاریخ ۳ ژانویه ۲۰۱۵ در این مجلس بود.